# Fisica sociale
La fisica sociale (o sociofisica) è un campo della scienza che utilizza strumenti matematici ispirati dalla fisica per comprendere il comportamento delle moltitudini umane. In un moderno uso commerciale, può anche riferirsi all'analisi dei fenomeni sociali con i big data.
La fisica sociale è strettamente correlata all'econofisica che utilizza metodi fisici per descrivere le scienze economiche.

## Storia
I primi elementi della fisica sociale furono delineati nel primo libro (del 1803) del pensatore sociale francese Henri de Saint-Simon, intitolato Lettres d'un Habitant de Geneve, che introdusse l'idea di descrivere la società usando leggi simili a quelle delle scienze fisiche e biologiche. Il suo studente e collaboratore era Auguste Comte, un filosofo francese ampiamente considerato come il fondatore della sociologia, che per primo ha definito il termine in un saggio in Le Producteur, un progetto di rivista di Saint-Simon. Comte ha definito la fisica sociale: 
 La fisica sociale è quella scienza che si occupa di fenomeni sociali, considerati allo stesso modo dei fenomeni astronomici, fisici, chimici e fisiologici, vale a dire come soggetti a leggi naturali e invariabili, la cui scoperta è l'oggetto speciale delle sue ricerche. 
 Dopo Saint-Simon e Comte, lo statistico belga Adolphe Quetelet, propose di modellare la società usando probabilità matematiche e statistiche sociali. Il libro di Quetelet del 1835, Saggio sulla fisica sociale: l'uomo e lo sviluppo delle sue facoltà, delinea il progetto di una fisica sociale caratterizzata da variabili misurate che seguono una distribuzione normale e raccolse dati su molte di tali variabili. Un aneddoto spesso ripetuto è che quando Comte scoprì che Quetelet si era appropriato del termine "fisica sociale", trovò necessario inventare un nuovo termine "sociologie" (sociologia) perché non era d'accordo con la raccolta di statistiche di Quetelet.
Ci sono state molte "generazioni" di fisici sociali. La prima generazione iniziò con Saint-Simon, Comte e Quetelet e terminò nel tardo Ottocento con lo storico Henry Adams. A metà del XX secolo, ricercatori come l'astrofisico americano John Q. Stewart e il geografo svedese Reino Ajo,, dimostrarono che la distribuzione spaziale delle interazioni sociali poteva essere descritta usando modelli di gravità. Fisici come Arthur Iberall usano un approccio omeocinetico per studiare i sistemi sociali come complessi sistemi auto-organizzanti. Ad esempio, un'analisi omeocinetica della società mostra che è necessario tenere conto delle variabili di flusso come il flusso di energia, dei materiali, dell'azione, del tasso di riproduzione e del valore in scambio. Più recentemente ci sono stati un gran numero di articoli di scienze sociali che usano la matematica in modo simile a quello della fisica, e descritti come " scienze sociali computazionali ".
Alla fine dell'Ottocento, Adams divise la "fisica umana" nei sottoinsiemi della fisica sociale o meccanica sociale (sociologia delle interazioni usando strumenti matematici simili alla fisica) e della termodinamica sociale o sociofisica (sociologia descritta usando invarianze matematiche simili a quelle della termodinamica). Questa dicotomia è grossomodo analoga alla differenza tra microeconomia e macroeconomia.

## Lavori recenti
Nell'uso moderno la "fisica sociale" si riferisce a fare uso dell'analisi dei "big data" e delle leggi matematiche per comprendere il comportamento delle moltitudini umane. L'idea principale è che i dati sull'attività umana (ad esempio: registri di chiamate telefoniche, acquisti con carte di credito, corse in taxi, attività sul web) contengono pattern matematici caratteristici di come le interazioni sociali si diffondono e convergono. Queste invarianze matematiche possono quindi servire da filtro per l'analisi dei cambiamenti comportamentali e per la rilevazione di pattern comportamentali emergenti.
Tra i libri recenti di fisica sociale si annoverano il libro del professore del MIT Alex Pentland Social Physics o il libro The Social Atom di Mark Buchanan, editore di Nature. Alcune letture famose sulla sociofisica sono Why Society is a Complex Matter del fisico inglese Philip Ball, The Automation of Society di Dirk Helbing o il libro del fisico americano Lazlo Barabasi, Linked.

## Blockchain, crittografia e applicazioni di fisica sociale
Negli ultimi anni, la fisica sociale ha dimostrato di essere un potente strumento di analisi per una varietà di applicazioni in cui o i dati sono anonimizzati o sono disponibili solo metadati, come è tipico dei sistemi crittografici e di blockchain. Questo succede perché la fisica sociale tratta principalmente di interazioni tra elementi, quindi la forma dei dati è spesso irrilevante.
Di seguito sono riportati alcuni esempi dell'uso della fisica sociale applicata ai sistemi di blockchain e crittografici:
- Fisica sociale per l'interazione finanziaria. In una recente tesi di dottorato al MIT,[17] è stato dimostrato che un approccio di fisica sociale al mercato delle criptovalute acquisto/vendita sul mercato delle criptovalute guida le "bolle" in AltCoin. In questo esperimento, investimenti attentamente calcolati per un totale di pochi dollari hanno spesso spinto oltre 5.000 volte il valore di mercato di AltCoin.
- Fisica sociale per rompere l'anonimizzazione crittografica. Una recente sentenza della Corte suprema degli Stati Uniti ha citato l'uso della fisica sociale per l'identificazione efficiente di metadati crittograficamente anonimizzati (simili alle transazioni Bitcoin), scoraggiando le agenzie di difesa e le società private dal raccogliere e utilizzare questi cosiddetti dati "anonimizzati".[18]
- Fisica sociale per il riciclaggio di denaro (AML). La fisica sociale è stata utilizzata per scoprire una rete collaborativa di indirizzi bitcoin, un accordo spesso usato per riciclare Bitcoin rubati. Ciò è stato fatto utilizzando una manciata di indirizzi dannosi noti, che sono stati utilizzati come "semi" per l'algoritmo di "rilevamento della somiglianza comportamentale" di Social Physics, con il risultato di un rilevamento accurato di dozzine di membri aggiuntivi della rete.[19]

## Uso commerciale
Recentemente, la ricerca di Alex Pentland e Yaniv Altshuler al MIT ha combinato la fisica sociale con il machine learning per migliorare le prestazioni delle applicazioni di apprendimento automatico. Endor, una società co-fondata da Altshuler, ha utilizzato la fisica sociale per introdurre una piattaforma di intelligenza predittiva che automatizza il processo di risposta alle domande di business predittivo, usando il linguaggio naturale. Endor ha anche condotto una ICO di 50 milioni di dollari.
Nel campo della sicurezza informatica, un team guidato da Altshuler ha dimostrato come il concetto di fisica sociale, manifestato come invarianze matematiche integrate in grandi set di dati, possa essere utilizzato al fine di generare nuovi e altamente efficienti tipi di attacchi alle informazioni comportamentali.